# Again (Splendid)
Again is een single van de Nederlandse band Splendid uit 2011. Het stond in hetzelfde jaar als eerste track op het album Connect Back to the Stars.

## Achtergrond
Again is geschreven door Patrick Schmitz, Jort Goderie, Bart Jan Kerckhoff, Sven van Wijk, Bart Janssen, Bart Goderie, Sicco van Grieken en Robin Veldman en geproduceerd door Veldman. Het is een zomers reggaenummer, dat doordat de zanger van het nummer een hele andere stem opzet tijdens het refrein, door twee verschillende zanger gezongen lijkt te worden. Ondanks dat het nummer de grootste hit van de band is, was het geen groot succes. De Nederlandse Top 40 werd niet gehaald en in de Single Top 100 was het maar één week te vinden op de tachtigste positie.